# Якупова, Лина Арбиевна
Лина Арбиевна Якупова (род. 6 сентября 1990, Гулькевичи, Краснодарский край) — российская футболистка, полузащитница московского «Спартака» и сборной России.

## Биография

### Клубная карьера
В детстве начинала заниматься вольной борьбой в родном городе, позднее перешла в футбол. Первый тренер в футболе — Константин Викторович Говорунов. С 15-ти лет занималась в училище олимпийского резерва в Звенигороде.
На взрослом уровне начала выступать за «УОР-Россиянку» в первой лиге России, в 2007 году была бронзовым призёром турнира, в 2008 году — лучшим бомбардиром первой лиги (18 голов). В высшей лиге России выступала с 2009 года за клуб «УОР-Звезда» (Звенигород). Первую половину сезона 2010 года провела в составе «Россиянки», команда по итогам сезона стала чемпионом страны, однако спортсменка в ходе сезона вернулась в «Звезду».
В 2011 году перешла в «Зоркий», стала бронзовым призёром чемпионата и финалисткой Кубка России сезона 2011/12. Летом 2012 года перешла в «Кубаночку», где провела полтора сезона. В составе дубля «Кубаночки» стала победительницей и признана лучшей полузащитницей турнира дублирующих составов сезона 2012/13. Затем ездила на просмотр в клуб «Звезда-2005» и на время приостановила профессиональную карьеру.
В 2017 году стала победительницей, лучшим игроком и лучшим бомбардиром первой лиги России в составе клуба «Спарта-Свиблово» (Москва), забив 23 гола.
С 2018 года выступала за московский «Локомотив». Серебряный призёр чемпионата России 2019 и 2020 годов, обладательница Кубка России 2020 года. 16 декабря 2020 года в официальных источниках клуба было объявлено об ее уходе. В январе 2021 подписала трудовое соглашение с петербуржским «Зенитом». Бронзовый призёр чемпионата России 2021 года и чемпионка России 2022, 2023 и 2024 годов.
В декабре 2024 года перешла в московский «Спартак».

### Карьера в сборной
Выступала за молодёжную сборную России. В одном из матчей, 25 сентября 2008 года против Молдавии (19:0) забила 7 голов. В 2009 году выступала за сборную России на Универсиаде в Белграде, где россиянки заняли пятое место.
В национальной сборной России дебютировала 8 июня 2018 года в отборочном матче чемпионата мира против Англии, отыграв первый тайм. Свой первый гол за сборную забила 7 ноября 2019 года в матче с молодёжной сборной Швеции.

### Тренерская карьера
Имеет тренерскую лицензию «С». В середине 2010-х годов работала с командой девочек московского «Спартака» и входила в тренерский штаб юношеской сборной России (2000 г.р.).
Окончила Российский государственный университет туризма и сервиса.